# 632 до н. е.

## Народились
- Імператор Суйдзей, 2-й імператор Японії, синтоїстське божество, легендарний монарх.[1]